# Ion Corvin (gmina)
Ion Corvin – gmina w Rumunii, w okręgu Konstanca. Obejmuje miejscowości Brebeni, Crângu, Ion Corvin, Rariștea i Viile. W 2011 roku liczyła 1996 mieszkańców.